# Angels with Dirty Faces
„Angels with Dirty Faces“ е вторият студиен албум на британската поп-група Шугабейбс издаден през август 2002. Албумът достига номер две във Великобритания и с общи продажби от 1 милион копия в Европа получава три пъти платинена сертификация във Великобритания.

## Списък с песните
1. „Freak Like Me“ – 3:17
2. „Blue“ – 3:56
3. „Round Round“ – 3:57
4. „Stronger“ – 4:00
5. „Supernatural“ – 3:37
6. „Angels with Dirty Faces“ – 3:48
7. „Virgin Sexy“ – 3:45
8. „Shape“ – 4:14
9. „Just Don't Need This“ (бонус трак) – 3:32
10. „No Man, No Cry“ (бонус трак) – 3:34
11. „Switch“ – 3:37
12. „More Than a Million Miles“ – 3:24
13. „Breathe Easy“ (Acoustic Jam) – 3:59
14. „Round Round“ (алтернативен mix) (бонус трак) – 6:07